# Universidade de Saragoça
A Universidade de Saragoça (em castelhano: Universidad de Zaragoza) é uma instituição de ensino superior pública com campi em Saragoça, Huesca, Jaca, Teruel e La Almunia de Doña Godina, na Espanha. Fundada em 1542, reunia em 2014 mais de 30.000 alunos e 3000 docentes distribuidos entre seus 22 centros. Seu atual reitor é José Antonio Mayoral Murillo.

## História
A Universidade de Saragoça tem sua origem em um estúdio de artes, criado pela igreja no século XII, onde a gramática e a filosofia eram ensinadas, e que concedia diplomas de bacharelado. Em 13 de dezembro de 1474, o Papa Sisto IV o elevou à categoria de "Universitas magistrorum", no estilo da Universidade de Paris, a pedido do príncipe Fernando, o Católico, então Rei da Sicília. A disposição foi ratificada pelo mesmo papa em 1476 e pelo rei João II de Aragão em 1477. No entanto, somente em 10 de setembro de 1542 foi elevada a "Universidade Geral de todas as Ciências", após disposição do imperador Carlos V.